# Mimela glabra
Mimela glabra – gatunek chrząszcza z rodziny poświętnikowatych, podrodziny rutelowatych i plemienia Anomalini.
Gatunek ten został opisany w 1841 roku przez Fredericka Williama Hope'a.
Ciało długości od 12 do 16 mm i szerokości od 7 do 9 mm, małe, w obrysie krótko-jajowate, silnie wypukłe. Wierzch ciała bardzo gładki, prawie niepunktowany, niemetalicznie ciemnooliwkowozielony. Spód ciała i odnóża metaliczne, jaskrawo zielone. Przód głowy z kilkoma niewyraźnymi punktami i szerokim, zaokrąglonym, krótkim nadustkiem. Przednie kąty przedplecza bardzo ostre i z kilkoma punktami w pobliżu. Tarczka i pokrywy niepunktowane, zaś na pygidium kilka delikatnych punktów. Śrópiersie niewyciągnięte w wyrostek. Zapiersie pośrodku gładkie, po bokach punktowane i żółto owłosione. Sternity odwłoka gęsto punktowane po bokach i opatrzone po poprzecznym jednym rządku punktów.
Chrząszcz orientalno-palearktyczny, znany z indyjskiego stanu Meghalaya (lokalizacją typową są wzgórza Khasi) oraz Chin.